# 刘德章
刘德章（1946年—），男，汉族，福建莆田人，中华人民共和国政治人物，中国共产党党员，全国人民代表大会福建地区代表。

## 生平
毕业于中央党校科学社会主义专业。2002年3月，担任福建省人民政府副省长。2007年1月，担任福建省人大常委会副主任。2008年当选为第十一届全国人大代表。2013年当选为第十二届全国人大代表。